# Pierre-Julien Deloche
Pour les articles homonymes, voir Deloche.
Pierre-Julien Antoine Amaury Deloche, né le 6 février 1982 à Valence (Drôme), est un archer français spécialiste de l'arc à poulies. Il a occupé la première place mondiale du classement World Archery en octobre 2013. En janvier 2015 il inscrit 599 points sur un total possible de 600 et devient ainsi le nouveau recordman d'Europe et égale le record du monde. Au mois de janvier 2024, il égale le reccord de France et fait un 600/600

## Palmarès

### Jeux mondiaux
- Jeux mondiaux de 2013 à Cali (Colombie) :  Médaille d'argent en individuel

### Championnats du monde (extérieur)
- Médaille d'argent individuel en 2013
- Médaille de bronze par équipe en 2013

### Championnats du monde (en salle)
- Médaille d'argent par équipe en 2012
- Médaille de bronze par équipe en 2009

### Coupe du monde (extérieur)
- Médaille d'or de la finale par équipe mixte en 2013
- Médaille d'or de la 4e étape individuel en 2013
- Médaille d'argent en individuel lors de la première étape (Shanghai)  en 2014

### Championnats d'Europe (en salle)
- Médaille d'or par équipe en 2019

### Grand Prix d'Europe
- Médaille d'or en individuel en 2013